# Dresserus
Dresserus – rodzaj pająków z rodziny poskoczowatych. Obejmuje 23 opisane gatunki.

## Morfologia
Karapaks miewa część głowową szerszą niż dłuższą lub dłuższą niż szeroką. Oczy pary tylno-bocznej są wysunięte ku przodowi i szeroko rozstawione, oddalone od siebie dalej niż od oczu przednio-bocznej pary. U samców spiczaste wzgórki, na których osadzone są oczy pary przednio-bocznej uwydatnione są silniej niż u innych poskoczowatych. Opistosoma (odwłok) odznacza się na tle prawie całej rodziny czterodzielnym siteczkiem przędnym. Kądziołki przędne pary tylno-środkowej u samicy są podzielone i zaopatrzone w krótkie, stożkowate gruczoły przędne. Nogogłaszczki samca mają embolus robiący niepełne półtorej pętli wokół brzusznej strony bulbusa oraz łysy konduktor. Płytka płciowa samicy cechuje się otworami kopulacyjnymi szeroko rozdzielonymi rejonem owłosionego oskórka i nieco słabiej wyrażonymi niż u Gandanameno parzystymi przedsionkami. Wulwa ma spiralnie skręcone i przypuszczalnie robiące tylko jedną pętlę wokół przewodów zapłodnieniowych przewody kopulacyjne oraz wystające przed główki spermatekalne zbiorniki nasienne.

## Biologia i występowanie
Samice po osiągnięciu dojrzałości żyją jeszcze przez kilka lat i są w stanie wytworzyć w tym czasie wiele kokonów, z których każdy zawiera dziesiątki jaj.
Ofiarami tych pająków padają epigeiczne stawonogi, głównie chrząszcze.
Przedstawiciele rodzaju zamieszkują krainę etiopską, głównie Afrykę Wschodnią i Południową. Zasiedlają lasy, sawanny i kamieniste półpustynie.

## Taksonomia
Takson ten wprowadził w 1876 roku Eugène Simon. Według wyników molekularnej analizy filogenetycznej Jeremiego A. Millera i innych z 2012 roku zajmuje on pozycję siostrzaną względem rodzaju Gandanameno, tworząc z nim klad siostrzany dla rodzaju Seothyra.
Do rodzaju zalicza się 23 opisane gatunki:

- Dresserus aethiopicus Simon, 1909
- Dresserus angusticeps Purcell, 1904
- Dresserus armatus Pocock, 1901
- Dresserus bilineatus Tullgren, 1910
- Dresserus collinus Pocock, 1900
- Dresserus colsoni Tucker, 1920
- Dresserus darlingi Pocock, 1900
- Dresserus elongatus Tullgren, 1910
- Dresserus fontensis Lawrence, 1928
- Dresserus fuscus Simon, 1876
- Dresserus kannemeyeri Tucker, 1920
- Dresserus laticeps Purcell, 1904
- Dresserus murinus Lawrence, 1927
- Dresserus namaquensis Purcell, 1908
- Dresserus nigellus Tucker, 1920
- Dresserus obscurus Pocock, 1898
- Dresserus olivaceus Pocock, 1900
- Dresserus rostratus Purcell, 1908
- Dresserus schreineri Tucker, 1920
- Dresserus schultzei Purcell, 1908
- Dresserus sericatus Tucker, 1920
- Dresserus subarmatus Tullgren, 1910
- Dresserus tripartitus Lawrence, 1938